# Fumetti di Ultimate Fantastic Four
Di seguito sono elencati i fumetti dedicati alla versione Ultimate dei Fantastici Quattro della Marvel Comics.
Oltre a comparire in diverse occasioni nelle altre serie regolari della linea editoriale Ultimate, i personaggi hanno avuto ruolo di rilievo anche in altre pubblicazioni Ultimate tra le quali:
- La Trilogia di Gah Lak Tus
- Potere Supremo
- Ultimate Origins
- Ultimatum
- La Trilogia del Nemico
- Ultimate Fallout
- Cataclysm: The Ultimates' Last Stand

| Nr. | Data           | Titolo         | Titolo italiano                          | Sceneggiatura                      | Disegni                       | Chine                                     | Colori                              | Copertina          | Prima edizione italiana                                             | Data italiana  |
| --- | -------------- | -------------- | ---------------------------------------- | ---------------------------------- | ----------------------------- | ----------------------------------------- | ----------------------------------- | ------------------ | ------------------------------------------------------------------- | -------------- |
| 1   | Gennaio 2004   | The Fantastic  | Il fantastico                            | Brian Michael Bendis e Mark Millar | Adam Kubert                   | Danny Miki                                | Dave Stewart                        | Bryan Hitch        | Ultimate Fantastic Four 1 (Panini Comics)                           | Novembre 2004  |
| 2   | Gennaio 2004   | The Fantastic  | Il fantastico                            | Brian Michael Bendis e Mark Millar | Adam Kubert                   | Danny Miki                                | Dave Stewart                        | Adam Kubert        | Ultimate Fantastic Four 1 (Panini Comics)                           | Novembre 2004  |
| 3   | Febbraio 2004  | The Fantastic  | Il fantastico                            | Brian Michael Bendis e Mark Millar | Adam Kubert                   | Danny Miki                                | Dave Stewart                        | Bryan Hitch        | Ultimate Fantastic Four 2 (Panini Comics)                           | Gennaio 2005   |
| 4   | Marzo 2004     | The Fantastic  | Il fantastico                            | Brian Michael Bendis e Mark Millar | Adam Kubert                   | John Dell                                 | Dave Stewart                        | Bryan Hitch        | Ultimate Fantastic Four 2 (Panini Comics)                           | Gennaio 2005   |
| 5   | Aprile 2004    | The Fantastic  | Il fantastico                            | Brian Michael Bendis e Mark Millar | Adam Kubert                   | John Dell e Danny Miki                    | Dave Stewart                        | Bryan Hitch        | Ultimate Fantastic Four 3 (Panini Comics)                           | Marzo 2005     |
| 6   | Giugno 2004    | The Fantastic  | Il fantastico                            | Brian Michael Bendis e Mark Millar | Adam Kubert                   | John Dell e Danny Miki                    | Dave Stewart                        | Dale Keown         | Ultimate Fantastic Four 3 (Panini Comics)                           | Marzo 2005     |
| 7   | Giugno 2004    | Doom           | Destino                                  | Warren Ellis                       | Stuart Immonen                | Wade von Grawbadger                       | Dave Stewart                        | Stuart Immonen     | Ultimate Fantastic Four 4 (Panini Comics)                           | Maggio 2005    |
| 8   | Giugno 2004    | Doom           | Destino                                  | Warren Ellis                       | Stuart Immonen                | Wade von Grawbadger                       | Dave Stewart                        | Stuart Immonen     | Ultimate Fantastic Four 4 (Panini Comics)                           | Maggio 2005    |
| 9   | Luglio 2004    | Doom           | Destino                                  | Warren Ellis                       | Stuart Immonen                | Wade von Grawbadger                       | Dave Stewart                        | Stuart Immonen     | I Classici del Fumetto di Repubblica - Serie Oro 42 (Panini Comics) | Luglio 2005    |
| 10  | Agosto 2004    | Doom           | Destino                                  | Warren Ellis                       | Stuart Immonen                | Wade von Grawbadger                       | Dave Stewart                        | Stuart Immonen     | I Classici del Fumetto di Repubblica - Serie Oro 42 (Panini Comics) | Luglio 2005    |
| 11  | Settembre 2004 | Doom           | Destino                                  | Warren Ellis                       | Stuart Immonen                | Wade von Grawbadger                       | Dave Stewart                        | Stuart Immonen     | I Classici del Fumetto di Repubblica - Serie Oro 42 (Panini Comics) | Luglio 2005    |
| 12  | Novembre 2004  | Doom           | Destino                                  | Warren Ellis                       | Stuart Immonen                | Wade von Grawbadger                       | Dave Stewart                        | Stuart Immonen     | I Classici del Fumetto di Repubblica - Serie Oro 42 (Panini Comics) | Luglio 2005    |
| 13  | Novembre 2004  | N-Zone         | Zona N                                   | Warren Ellis                       | Adam Kubert                   | John Dell                                 | Dave Stewart                        | Adam Kubert        | Ultimate Fantastic Four 7 (Panini Comics)                           | Novembre 2005  |
| 14  | Dicembre 2004  | N-Zone         | Zona N                                   | Warren Ellis                       | Adam Kubert                   | John Dell                                 | Dave Stewart                        | Adam Kubert        | Ultimate Fantastic Four 7 (Panini Comics)                           | Novembre 2005  |
| 15  | Gennaio 2005   | N-Zone         | Zona N                                   | Warren Ellis                       | Adam Kubert                   | John Dell e Mark Morales                  | Dave Stewart                        | Adam Kubert        | Ultimate Fantastic Four 8 (Panini Comics)                           | Gennaio 2006   |
| 16  | Marzo 2005     | N-Zone         | Zona N                                   | Warren Ellis                       | Adam Kubert                   | John Dell, Nelson DeCastro e Lary Stucker | Dave Stewart                        | Adam Kubert        | Ultimate Fantastic Four 8 (Panini Comics)                           | Gennaio 2006   |
| 17  | Aprile 2005    | N-Zone         | Zona N                                   | Warren Ellis                       | Adam Kubert                   | Scott Hanna                               | Dave Stewart                        | Adam Kubert        | Ultimate Fantastic Four 9 (Panini Comics)                           | Marzo 2006     |
| 18  | Maggio 2005    | N-Zone         | Zona N                                   | Warren Ellis                       | Adam Kubert                   | Scott Hanna                               | Dave Stewart                        | Adam Kubert        | Ultimate Fantastic Four 9 (Panini Comics)                           | Marzo 2006     |
| 19  | Giugno 2005    | Think Tank     | Think Tank                               | Mike Carey                         | Jae Lee                       | Jae Lee                                   | June Chung                          | Bryan Hitch        | Ultimate Fantastic Four 10 (Panini Comics)                          | Maggio 2006    |
| 20  | Giugno 2005    | Think Tank     | Think Tank                               | Mike Carey                         | Jae Lee                       | Jae Lee                                   | June Chung                          | Jae Lee            | Ultimate Fantastic Four 10 (Panini Comics)                          | Maggio 2006    |
| 21  | Luglio 2005    | Crossover      | Crossover                                | Mark Millar                        | Greg Land                     | Matt Ryan                                 | Justin Ponsor                       | Greg Land          | Ultimate Fantastic Four 12 (Panini Comics)                          | Settembre 2006 |
| 22  | Agosto 2005    | Crossover      | Crossover                                | Mark Millar                        | Greg Land                     | Matt Ryan                                 | Justin Ponsor                       | Greg Land          | Ultimate Fantastic Four 12 (Panini Comics)                          | Settembre 2006 |
| 23  | Settembre 2005 | Crossover      | Crossover                                | Mark Millar                        | Greg Land                     | Matt Ryan                                 | Justin Ponsor                       | Greg Land          | Ultimate Fantastic Four 13 (Panini Comics)                          | Novembre 2006  |
| 24  | Ottobre 2005   | Tomb Of Namor  | La tomba di Namor                        | Mark Millar                        | Greg Land                     | Matt Ryan                                 | Justin Ponsor                       | Greg Land          | Ultimate Fantastic Four 13 (Panini Comics)                          | Novembre 2006  |
| 25  | Novembre 2005  | Tomb Of Namor  | La tomba di Namor                        | Mark Millar                        | Greg Land                     | Matt Ryan                                 | Justin Ponsor                       | Greg Land          | Ultimate Fantastic Four 14 (Panini Comics)                          | Dicembre 2006  |
| 26  | Dicembre 2005  | Tomb Of Namor  | La tomba di Namor                        | Mark Millar                        | Greg Land                     | Matt Ryan                                 | Justin Ponsor e Laura Martin        | Greg Land          | Ultimate Fantastic Four 14 (Panini Comics)                          | Dicembre 2006  |
| 27  | Febbraio 2006  | President Thor | Presidente Thor                          | Mark Millar                        | Greg Land                     | Matt Ryan                                 | Justin Ponsor                       | Greg Land          | Ultimate Fantastic Four 16 (Panini Comics)                          | Marzo 2007     |
| 28  | Marzo 2006     | President Thor | Presidente Thor                          | Mark Millar                        | Greg Land                     | Matt Ryan                                 | Justin Ponsor                       | Greg Land          | Ultimate Fantastic Four 16 (Panini Comics)                          | Marzo 2007     |
| 29  | Aprile 2006    | President Thor | Presidente Thor                          | Mark Millar                        | Greg Land e Mitch Breitweiser | Matt Ryan                                 | Justin Ponsor                       | Greg Land          | Ultimate Fantastic Four 17 (Panini Comics)                          | Maggio 2007    |
| 30  | Maggio 2006    | Frightful      | Orrore                                   | Mark Millar                        | Greg Land e Mitch Breitweiser | Matt Ryan e Mitch Breitweiser             | Justin Ponsor                       | Greg Land          | Ultimate Fantastic Four 17 (Panini Comics)                          | Maggio 2007    |
| 31  | Luglio 2006    | Frightful      | Orrore                                   | Mark Millar                        | Greg Land e Mitch Breitweiser | Matt Ryan e Mitch Breitweiser             | Jason Keith e Justin Ponsor         | Greg Land          | Ultimate Fantastic Four 18 (Panini Comics)                          | Luglio 2007    |
| 32  | Agosto 2006    | Frightful      | Orrore                                   | Mark Millar                        | Greg Land e Mitch Breitweiser | Matt Ryan e Mitch Breitweiser             | Justin Ponsor                       | Greg Land          | Ultimate Fantastic Four 18 (Panini Comics)                          | Luglio 2007    |
| 33  | Agosto 2006    | God War        | La guerra degli Dei                      | Mike Carey                         | Pasqual Ferry                 | Pasqual Ferry                             | Dave McCaig e Justin Ponsor         | Pasqual Ferry      | Ultimate Fantastic Four 20 (Panini Comics)                          | Novembre 2007  |
| 34  | Settembre 2006 | God War        | La guerra degli Dei                      | Mike Carey                         | Pasqual Ferry                 | Pasqual Ferry                             | Justin Ponsor                       | Pasqual Ferry      | Ultimate Fantastic Four 20 (Panini Comics)                          | Novembre 2007  |
| 35  | Ottobre 2006   | God War        | La guerra degli Dei                      | Mike Carey                         | Pasqual Ferry                 | Pasqual Ferry                             | John Rauch                          | Pasqual Ferry      | Ultimate Fantastic Four 21 (Panini Comics)                          | Gennaio 2008   |
| 36  | Novembre 2006  | God War        | La guerra degli Dei                      | Mike Carey                         | Pasqual Ferry                 | Pasqual Ferry                             | Justin Ponsor                       | Pasqual Ferry      | Ultimate Fantastic Four 21 (Panini Comics)                          | Gennaio 2008   |
| 37  | Dicembre 2006  | God War        | La guerra degli Dei                      | Mike Carey                         | Pasqual Ferry                 | Pasqual Ferry                             | Justin Ponsor                       | Pasqual Ferry      | Ultimate Fantastic Four 22 (Panini Comics)                          | Marzo 2008     |
| 38  | Gennaio 2007   | God War        | La guerra degli Dei                      | Mike Carey                         | Pasqual Ferry                 | Pasqual Ferry                             | Justin Ponsor                       | Pasqual Ferry      | Ultimate Fantastic Four 22 (Panini Comics)                          | Marzo 2008     |
| 39  | Febbraio 2007  | Devils         | Diavoli                                  | Mike Carey                         | Scott Kolins e Mark Brooks    | Scott Kolins e Mark Brooks                | Wil Quintana e Andrew Crossley      | Salvador Larroca   | Ultimate Fantastic Four 23 (Panini Comics)                          | Aprile 2008    |
| 40  | Marzo 2007     | Devils         | Diavoli                                  | Mike Carey                         | Scott Kolins e Mark Brooks    | Scott Kolins e Jaime Mendoza              | Wil Quintana e Andrew Crossley      | Salvador Larroca   | Ultimate Fantastic Four 23 (Panini Comics)                          | Aprile 2008    |
| 41  | Maggio 2007    | Devils         | Diavoli                                  | Mike Carey                         | Scott Kolins e Mark Brooks    | Scott Kolins e Jaime Mendoza              | Wil Quintana e Andrew Crossley      | Salvador Larroca   | Ultimate Fantastic Four 23 (Panini Comics)                          | Aprile 2008    |
| 42  | Maggio 2007    | Silver Surfer  | Silver Surfer                            | Mike Carey                         | Pasqual Ferry                 | Pasqual Ferry                             | Justin Ponsor                       | Pasqual Ferry      | Ultimate Fantastic Four 24 (Panini Comics)                          | Giugno 2008    |
| 43  | Giugno 2007    | Silver Surfer  | Silver Surfer                            | Mike Carey                         | Pasqual Ferry                 | Pasqual Ferry                             | Justin Ponsor                       | Pasqual Ferry      | Ultimate Fantastic Four 24 (Panini Comics)                          | Giugno 2008    |
| 44  | Luglio 2007    | Silver Surfer  | Silver Surfer                            | Mike Carey                         | Pasqual Ferry                 | Pasqual Ferry                             | Justin Ponsor                       | Pasqual Ferry      | Ultimate Fantastic Four 25 (Panini Comics)                          | Agosto 2008    |
| 45  | Agosto 2007    | Silver Surfer  | Silver Surfer                            | Mike Carey                         | Pasqual Ferry                 | Pasqual Ferry                             | Justin Ponsor                       | Pasqual Ferry      | Ultimate Fantastic Four 25 (Panini Comics)                          | Agosto 2008    |
| 46  | Settembre 2007 | Silver Surfer  | Silver Surfer                            | Mike Carey                         | Pasqual Ferry                 | Pasqual Ferry                             | Justin Ponsor                       | Pasqual Ferry      | Ultimate Fantastic Four 26 (Panini Comics)                          | Ottobre 2008   |
| 47  | Ottobre 2007   | Ghosts         | Fantasmi                                 | Mike Carey                         | Mark Brooks                   | Jaime Mendoza                             | Justin Ponsor                       | Mark Brooks        | Ultimate Fantastic Four 26 (Panini Comics)                          | Ottobre 2008   |
| 48  | Novembre 2007  | Ghosts         | Fantasmi                                 | Mike Carey                         | Mark Brooks                   | Jaime Mendoza                             | Justin Ponsor                       | Mark Brooks        | Ultimate Fantastic Four 27 (Panini Comics)                          | Dicembre 2008  |
| 49  | Dicembre 2007  | Ghosts         | Fantasmi                                 | Mike Carey                         | Mark Brooks                   | Jaime Mendoza                             | Andrew Crossley                     | Mark Brooks        | Ultimate Fantastic Four 27 (Panini Comics)                          | Dicembre 2008  |
| 50  | Gennaio 2008   | Four Cubed     | Thanos il dio pazzo                      | Mike Carey                         | Tyler Kirkham                 | Sal Regla                                 | Kevin "Blond" Senft                 | Marko Djurdjevic   | Ultimate Fantastic Four 28 (Panini Comics)                          | Febbraio 2009  |
| 51  | Febbraio 2008  | Four Cubed     | Thanos il dio pazzo                      | Mike Carey                         | Tyler Kirkham                 | Sal Regla                                 | Kevin "Blond" Senft                 | Nic Klein          | Ultimate Fantastic Four 28 (Panini Comics)                          | Febbraio 2009  |
| 52  | Marzo 2008     | Four Cubed     | Thanos il dio pazzo                      | Mike Carey                         | Tyler Kirkham                 | Sal Regla                                 | Kevin "Blond" Senft                 | Greg Land          | Ultimate Fantastic Four 29 (Panini Comics)                          | Aprile 2009    |
| 53  | Aprile 2008    | Four Cubed     | Thanos il dio pazzo                      | Mike Carey                         | Tyler Kirkham                 | Sal Regla                                 | Kevin "Blond" Senft                 | Gabriele Dell'Otto | Ultimate Fantastic Four 29 (Panini Comics)                          | Aprile 2009    |
| 54  | Maggio 2008    | Salem's Seven  | I Sette di Salem                         | Mike Carey                         | Tyler Kirkham                 | Tyler Kirkham                             | Kevin "Blond" Senft                 | Billy Tan          | Ultimate Fantastic Four 30 (Panini Comics)                          | Giugno 2009    |
| 55  | Giugno 2008    | Salem's Seven  | I Sette di Salem                         | Mike Carey                         | Tyler Kirkham                 | Tyler Kirkham                             | Kevin "Blond" Senft                 | Billy Tan          | Ultimate Fantastic Four 30 (Panini Comics)                          | Giugno 2009    |
| 56  | Luglio 2008    | Salem's Seven  | I Sette di Salem                         | Mike Carey                         | Eric Basaldua                 | Eric Basaldua                             | Kevin "Blond" Senft                 | Billy Tan          | Ultimate Fantastic Four 31 (Panini Comics)                          | Agosto 2009    |
| 57  | Agosto 2008    | Salem's Seven  | I Sette di Salem                         | Mike Carey                         | Tyler Kirkham                 | Tyler Kirkham                             | Kevin "Blond" Senft                 | Billy Tan          | Ultimate Fantastic Four 31 (Panini Comics)                          | Agosto 2009    |
| 58  | Novembre 2008  | Ultimatum      | ...e qualcuno la salvera'!               | Joe Pokaski                        | Tyler Kirkham                 | Ryan Winn, Rick Basaldua e Jason Gorder   | Kevin "Blond" Senft                 | Pasqual Ferry      | Ultimate Fantastic Four 32 (Panini Comics)                          | Ottobre 2009   |
| 59  | Dicembre 2008  | Ultimatum      | Viaggio al centro della Donna Invisibile | Joe Pokaski                        | Tyler Kirkham                 | Ryan Winn, Rick Basaldua e Joe Weems      | Kevin "Blond" Senft e Larry Molinar | Pasqual Ferry      | Ultimate Fantastic Four 32 (Panini Comics)                          | Ottobre 2009   |
| 60  | Febbraio 2009  | Ultimatum      | Atlantide distrutta                      | Joe Pokaski                        | Tyler Kirkham                 | Jason Gorder, Rick Basaldua e Sal Regla   | Kevin "Blond" Senft                 | Ed McGuinness      | Ultimate Fantastic Four 32 (Panini Comics)                          | Ottobre 2009   |

| Data           | Edizione inglese                              | Titolo                   | Titolo italiano                      | Sceneggiatura              | Disegni                           | Chine                             | Colori                                              | Copertina        | Prima edizione italiana                    | Data italiana  |
| -------------- | --------------------------------------------- | ------------------------ | ------------------------------------ | -------------------------- | --------------------------------- | --------------------------------- | --------------------------------------------------- | ---------------- | ------------------------------------------ | -------------- |
| Settembre 2005 | Ultimate Fantastic Four Annual 1              | Enter: The Inhumans      | Inumani                              | Mark Millar                | Jae Lee                           | Jae Lee                           | June Chung                                          | Greg Land        | Ultimate Fantastic Four 11 (Panini Comics) | Luglio 2006    |
| Dicembre 2005  | Ultimate X-Men / Fantastic Four               | Ultimate X4              | Dobbiamo combattere contro gli X-men | Mike Carey                 | Pasqual Ferry                     | Pasqual Ferry                     | June Chung, Dave McCaig, Paul Mounts e Rob Schwager | Pasqual Ferry    | Ultimate Fantastic Four 15 (Panini Comics) | Gennaio 2007   |
| Gennaio 2006   | Ultimate Fantastic Four / X-Men               | Ultimate X4              | Dobbiamo combattere contro gli X-men | Mike Carey                 | Pasqual Ferry e Leinil Francis Yu | Pasqual Ferry e Leinil Francis Yu | Dave McCaig                                         | Pasqual Ferry    | Ultimate Fantastic Four 15 (Panini Comics) | Gennaio 2007   |
| Agosto 2006    | Ultimate Fantastic Four Annual 2              | n/a                      | Le luci di un altro mondo            | Mike Carey                 | Stuart Immonen e Frazer Irving    | Wade Von Grawbadger               | Frazer Irving e Paul Mounts                         | Stuart Immonen   | Ultimate Fantastic Four 19 (Panini Comics) | Settembre 2007 |
| Settembre 2008 | Ultimate X-Men/Ultimate Fantastic Four Annual | X-Men vs. Fantastic Four | Giorni di un futuro passato          | Aron Coleite e Joe Pokaski | Dan Panosian e Mark Brooks        | Danny Miki e Troy Hubbs           | John Rauch e Antonio Fabela                         | Brandon Peterson | Ultimate X-Men 51 (Panini Comics)          | Maggio 2009    |
| Settembre 2008 | Ultimate Fantastic Four/Ultimate X-Men Annual | Fantastic Four vs X-Men  | Giorni di un futuro passato          | Aron Coleite e Joe Pokaski | Brandon Peterson e Eric Nguyen    | Brandon Peterson e Eric Nguyen    | John Rauch e Antonio Fabela                         | Brandon Peterson | Ultimate X-Men 51 (Panini Comics)          | Maggio 2009    |
| Agosto 2009    | Ultimatum: Fantastic Four - Requiem           | Requiem                  | Ultimatum                            | Joe Pokaski                | Robert Atkins                     | Mark Morales                      | Jochen "Guru-eFX" Weltjens                          | Pasqual Ferry    | Ultimate Spider-Man 71 (Panini Comics)     | Febbraio 2010  |

| Nr. | Data           | Titolo              | Titolo italiano     | Sceneggiatura                                                            | Disegni                      | Chine                                                   | Colori             | Copertina         | Prima edizione italiana        | Data italiana |
| --- | -------------- | ------------------- | ------------------- | ------------------------------------------------------------------------ | ---------------------------- | ------------------------------------------------------- | ------------------ | ----------------- | ------------------------------ | ------------- |
| 1   | Giugno 2014    | Doomed              | Spacciati           | Joshua Hale Fialkov                                                      | Tom Grummett e Mario Guevara | Juan Vlasco                                             | Rachelle Rosenberg | Mike McKone       | Marvel Mega 92 (Panini Comics) | Maggio 2015   |
| 2   | Luglio 2014    | Palace of the Brine | Spacciati           | Joshua Hale Fialkov                                                      | Tom Grummett e Mario Guevara | Juan Vlasco, Scott Hanna, Mark Pennington e Jay Leisten | Rachelle Rosenberg | Mike McKone       | Marvel Mega 92 (Panini Comics) | Maggio 2015   |
| 3   | Agosto 2014    | Palace of the Brine | Spacciati           | Joshua Hale Fialkov                                                      | Mario Guevara Sr.            | André Lima Araújo                                       | Rachelle Rosenberg | Greg Land         | Marvel Mega 92 (Panini Comics) | Maggio 2015   |
| 4   | Settembre 2014 | Stuck               | Bloccati            | Joshua Hale Fialkov                                                      | André Lima Araújo            | André Lima Araújo                                       | Rachelle Rosenberg | Chris Stevens     | Marvel Mega 92 (Panini Comics) | Maggio 2015   |
| 5   | Settembre 2014 | Stuck               | Bloccati            | Joshua Hale Fialkov                                                      | André Lima Araújo            | André Lima Araújo                                       | Rachelle Rosenberg | André Lima Araújo | Marvel Mega 92 (Panini Comics) | Maggio 2015   |
| 6   | Ottobre 2014   | n/a                 | Che ci sia la vita! | Joshua Hale Fialkov (soggetto) e Stuart Moore (soggetto e sceneggiatura) | André Lima Araújo            | André Lima Araújo                                       | Rachelle Rosenberg | Garry Brown       | Marvel Mega 92 (Panini Comics) | Maggio 2015   |

## Ultimate Fantastic Four

### Il Fantastico
Reed Richards, dopo che per diverso tempo viene vessato da dei bulli a scuola, viene reclutato al Baxter Building come una delle menti geniali del paese. Qui incontra Susan Storm, suo fratello e Victor van Damme. A causa di un incidente in un esperimento per il teletrasporto con la Zona N acquisiscono dei poteri che useranno per sconfiggere l'Uomo Talpa e le sue creature sintetiche.

### Destino
Nella seconda saga degli Ultimate Fantastic Four, scritta da Warren Ellis e disegnata da Stuart Immonen, viene rivelato ciò che successe a Victor Van Damme nell'incidente che diede vita ai Fantastici Quattro, e del quale fu responsabile. Venne spedito in Danimarca, a Copenaghen, in una nuova forma ibrida, a metà fra uomo, equino e macchina. Nella capitale danese fonda una sorta di comunità indipendente dal punto di vista energetico, denominata la Rocca, i cui abitanti sono da lui controllati per mezzo di un tatuaggio a forma di drago. Viene infatti rivelato che Van Damme è un discendente del principe Vlad Tepes (il quale faceva parte dell'Ordine del Drago). Van Damme, credendo di essere l'unico ad aver subito una trasformazione, invia al Baxter Building uno sciame di insetti robotizzati, che aggrediscono Sue, Johnny, Ben e Reed, il quale, riconoscendo il tipo di tecnologia, riesce a scoprire il nascondiglio dell'ex collega. Decide quindi di raggiungerlo per farsi svelare il codice di sovrapposizione che Van Damme aveva modificato prima dell'incidente, in modo da poter invertire la mutazione subita da lui e dagli altri e salvare Ben dalla sua condizione mostruosa. I Fantastici Quattro si recano così a Copenaghen a bordo della Fantasticar, un'auto volante progettato da Reed stesso. Van Damme scatena contro di loro la popolazione della Rocca, ma ben presto Reed riesce a liberarli dal controllo. Van Damme tuttavia si rifiuta categoricamente di svelare i codici da lui sabotati, asserendo che piuttosto preferirebbe morire. Di lì a poco sopraggiunge l'esercito americano ad arrestarlo, sottraendolo così alle mani di Reed.

### Zona N
Non potendo riavere i codici da Von Damme, Reed decide di scoprire tutto il possibile sulla Zona N. Dopo essere riusciti a trasportare una mela, decide di esplorarla. Dotato di uno shuttle dismesso (la "Awesome") e di un portale di ritorno, il team entra nella Zona N, che si scopre essere un universo entropico in fin di vita. Qui incontrano Nihil (versione ultimate di Annihilus), un alieno che sembra guidare un rifugio per profughi. Dopo aver dato segni di malesseri durante l intero viaggio, Johnny entra in coma e la sua pelle si annerisce. Ben e Reed vanno a salutare Nihil, solo per scoprire la verità: Nihil è un dittatore, che ha un milione di anni di vita davanti, mentre il suo universo ne ha solo mezzo. La visita del gruppo, proveniente da un universo più giovane l'ha portato a formulare un piano: uccidere il gruppo e rubare la nave. Alla fuga del gruppo l'esercito di Nihil reagisce inseguendoli a bordo di quello che sembra un enorme pterodattilo spaziale. Giunti nella nostra dimensione i due gruppi si schiantano vicino a Las Vegas, dove Johnny si risveglia dal coma e uccide con le sue fiamme tutti gli alieni tranne Nihil, che sta per uccidere Richards quando quest'ultimo gli blocca la bocca con un cannone al plasma. cercando di toglierlo, Nihil lo attiva, uccidendosi. Il gruppo capisce che ora che si sono esposti al pubblico, non c'è ritorno: dovranno essere tutti eroi.